# Дур
Дур у музици означава класу музичких лествица чија су оба тетракорда велика тј. једини полустепени им се налазе измећу трећег и четвртог, и између седмог и осмог (првог) тона. Квинтакорд дурске лествице чине једна велика терца и чиста квинта, у односу на први степен лествице.

## Структура
Интервали од тоникске кључне ноте у правцу нагоре до другог, до трећег, до шестог и до седмог степена скале дурске лествице називају се дур.
Дур лествица је дијатонска лествица. Редослед интервала између нота дурске лествице је:
цело, цело, пола, цело, цело, цело, пола
где „цело“ означава цео тон (црвена крива у облику слова „U” на слици), а „пола“ означава полутон (црвена угаона линија на слици).

## Однос према главним кључевима
Бројеви унутар круга показују број оштрица или равнина у потпису кључа, при чему оштре ноте иду у смеру казаљке на сату, а равне ноте у супротном смеру од казаљке на сату од Ц-дура (који нема оштрина или равнина.) Кружни распоред зависи од енхармонских односа у кругу, који се обично рачуна на шест оштрица или равнина за дурске тонове F♯ = G♭ и D♯ = E♭ за молске тонове. Седам оштрих тонова или равнина чине дурске тонове (C♯-дур или C♭-дур) који се могу погодније писати са пет равнина или оштрица (као D♭-дур или B-дур).

## Шири смисао
Термин „дур лествица“ се користи и у називима неких других лествица чији први, трећи и пети степен чине дурски трозвук.
Хармонијска дурска лествица има молску шестину. Од хармонијске молске лествице се разликује само по подизању трећег степена.
Мелодична дурска лествица је комбинована лествица која иде као јонска узлазна и као еолска доминантна силазна. Разликује се од мелодијске молске лествице само по подизању трећег степена до дурске терце.
Двострука хармонијска дурска лествица има молску секунду и молску шестину. То је пети мод мађарске молске лествице.